# 正缬氨酸
正缬氨酸（2-氨基戊酸）分子式为C5H11NO2，是缬氨酸的同分异构体。这种氨基酸常常通过合成的方法被合成出来。

## 背景
正缬氨酸是一种非蛋白质支链氨基酸。早先报道过正缬氨酸在枯草桿菌抗真菌肽中作为一种天然组分存在。